# Пашкани
Пашка́ни (рум. Pașcani, также Пашка́нь), Пашканы — город в Румынии, в жудеце Яссы. 
Важный железнодорожный узел Румынских железных дорог.

## География
Город расположен на северо-востоке Румынии, на западе жудеца Яссы, в 75 км от города Яссы, на берегу реки Сирет.

## Транспорт
Важный железнодорожный узел Румынии.

## Промышленность
Железнодорожные мастерские занимающиеся ремонтом подвижного состава работают в городе с 1869 года, ныне это компания Remar.

## Население
| Год  | Численность | Численность |
| ---- | ----------- | ----------- |
| 1930 | 13 968      |             |
| 1948 | 10 857      |             |
| 1956 | 15 008      |             |
| 1966 | 18 689      |             |
| 1977 | 24 459      |             |
| 1992 | 44 900      |             |
| 2002 | 42 057      |             |
| 2011 | 33 745      | [ 3 ]       |
| 2021 | 30 766      | [ 4 ]       |

## Города-побратимы
- Варпалота, Венгрия
- Фьелль, Норвегия
- Яловены, Молдова (2011)